# Gonocephalus bellii
Gonocephalus bellii – gatunek jaszczurki z rodziny agamowatych (Agamidae). Występuje w tropikalnych lasach południowo-wschodniej Azji. Jej zasięg obejmuje południową Tajlandię, zachodnią Malezję i wyspę Borneo.